# Sturm-Infanteriegeschütz 33B
Het Sturm-Infanteriegeschütz 33B, ook wel StuIG 33 B genoemd, was een zwaar gemechaniseerd geschut ingezet door de Wehrmacht tijdens de Tweede Wereldoorlog, maar in kleine aantallen.

## Achtergrond en ontwikkeling
Al tijdens de Poolse veldtocht in september 1939 was het duidelijk dat de artillerie niet snel genoeg de infanterie kon volgen. Een gemechaniseerde oplossing was nodig. Eerste pogingen met het 15 cm zware infanteriekanon 33 op de Panzer I als Sturmpanzer I en op de Panzer II als Sturmpanzer II lieten zien dat dit in principe mogelijk was, maar de oplossingen waren nog niet volledig uitgewerkt.
In een conferentie met Hitler op 20 september 1942 werd betoogd dat de troepen die in Stalingrad vochten met spoed een gepantserd voertuig nodig hadden dat met slechts een paar schoten een huis zou kunnen vernietigen. Aangegeven werd dat het nodig was om een aantal van deze voertuigen binnen 14 dagen te produceren. Basiswapen zou kunnen zijn de 15 cm s.IG 33/1 die intussen door Škoda was ontwikkeld. De gebruikte granaat hiervoor had 38 kg massa en bevatte 8,3 kg springstof. Op basis van dit wapen en reparatie-exemplaren van de Sturmgeschütz III die aanwezig waren, meldde de firma Alkett dat ze binnen 15 dagen zes voertuigen zouden kunnen bouwen. Uiteindelijk registreerde het Heereswaffenamt de instroom van twaalf sIG 33 op Fgst. Pz.Kpfw. III (Sfl.) in oktober (1e bouwserie) en nog twaalf voertuigen in november (2e bouwserie). Opgemerkt werd dat het een testserie was met 24 voertuigen op gebruikt chassis. De opbouw was een simpele rechthoekige gepantserde “kast”, die uitstak boven de rupsbanden, met een frontpantser van 80 mm.

## Operationele inzet

### Bouwserie 1
De eerste twaalf voertuigen werden medio oktober 1942 in Berlijn op transport gezet naar station Chir. De eerste trein met zes StuIG 33 B’s, bestemd voor Sturmgeschütz-Abteilung 177 kwam op 27 oktober aan, de tweede met zes stuks voor Sturmgeschütz-Abteilung 244 de volgende dag. De bedoeling was ze zo snel mogelijk in te zetten, maar door mechanische problemen (het waren “oplappertjes”), gebrek aan de noodzakelijke schaarverrekijker en ongetrainde bemanningen was dit niet mogelijk. Pas op 8 en 9 november werden elk vier van de StuIG 33 B’s door de StuG-Abteilungen ingezet bij resp. de tractorenfabriek en de Krasny Oktjabr fabriek, met succes. De voertuigen van Sturmgeschütz-Abteilung 177 werden daarna overgedragen aan Sturmgeschütz-Abteilung 245. De StuG-Abt. 244 en 245 kwamen daarna in actie in Operatie Hubertus. Al op 11 november gingen twee exemplaren verloren door directe treffers. Nadat de Duitsers ingesloten raakten rond Stalingrad, waren de StuIG 33 B’s ook ingesloten. Tot januari 1943 gingen alle voertuigen verloren. Deze twaalf voertuigen waren in de fabriek gespoten in zwartgrijs, maar in de winter werd er additioneel een witte sneeuwcamouflage toegevoegd.

### Bouwserie 2
De twaalf voertuigen van de tweede bouwserie werden ondergebracht bij Sturm-Infanteriegeschütz-Batterie/Lehr-Bataillon XVII en kwamen onder bevel van de 22e Pantserdivisie. Die divisie werd eind 1942 de facto vernietigd langs de Chir en de resterende zeven voertuigen werden op 11 april 1943 als Sturm-Infanteriegeschütz-Batterie toegevoegd aan Panzerregiment 201 (daarmee ook wel bekend als 9.(StuIG)/PzR 201) van de 23e Pantserdivisie. In voorjaar en zomer 1943 werden de voertuigen ingezet bij deze divisie in de defensieve gevechten langs de Mioes. Verschillende bronnen geven aan dat het laatste voertuig in oktober 1943 verloren ging ofwel dat er in september 1944 nog vijf stuks waren. De tweede serie was gespoten in donker geel met olijfgroene “slang”-achtige camouflage.

## Vervolg
Ondanks dat de StuIG 33 B veel tekortkomingen had, werd waardevolle ervaring opgedaan m.b.t de operationele inzet van zulke voertuigen en deze konden benut worden bij de ontwikkeling van de Sturmpanzer IV.